# Siège du Régiment 46
Ne doit pas être confondu avec Bataille du Régiment 46.
Guerre civile syrienne
Batailles
Le siège du Régiment 46 a lieu lors de la guerre civile syrienne. Il dure du 22 septembre au 19 novembre 2012 et s'achève par la prise de la base militaire par les rebelles.

## Prélude
En septembre 2012, les forces de l'opposition syrienne commencent le siège de la base du Régiment 46, à l'ouest du gouvernorat d'Alep. Le 19 novembre, après deux mois de siège, les rebelles de l'Armée syrienne libre et du groupe djihadiste Harakat Fajr al-Cham al-Islamiyya lancent l'assaut décisif. En 24 heures, la base est conquise.
Pour Ahmad al-Faj, le général rebelle qui dirigeait le siège, il s'agit d'une victoire majeure, « la plus grande depuis le début » de la révolte en mars 2011,.
Selon les déclarations des rebelles à l'AFP, plus de 300 soldats du régime ont été tués et 70 faits prisonniers tandis que les forces de l'opposition n'auraient perdu qu'une dizaine d'hommes dans l'assaut final. En 2020, l'OSDH chiffre à près de 150 le nombre de soldats perdu par le régime lors du siège de la base,.
Les rebelles s'emparent également d'un important arsenal ; une quinzaine de chars T-72, des mortiers, des batteries de lance-roquettes et des canons d'artillerie lourde. En prenant la base, ils prennent également le contrôle d'une autoroute reliant Alep à la frontière turque,.